# Els pingüins de Madagascar (pel·lícula)
Els pingüins de Madagascar (títol original en anglès, Penguins of Madagascar) és una pel·lícula d'animació de Dreamworks que prové de la sèrie de televisió Els Pingüins de Madagascar i també és un spin-off de la saga de pel·lícules de Madagascar. Va ser estrenada el dia 28 de novembre de 2014 amb el doblatge en català.

## Argument
Els pingüins de Madagascar s'hauran d'enfrontar a un malvat pop científic boig anomenat Dave. Recorreran ciutats emblemàtiques de tot el món amb aquest propòsit, però toparan amb un altre grup d'espies, el "Vent del Nord", format per quatre animals àrtics, un duc blanc femella, un os polar, una foca i un gos husky que els lidera. La trama transcorre basant-se en la rivalitat que sorgeix entre els dos grups d'herois, així com en la lluita contra el malvat Dave.